# Norvegia ai IV Giochi olimpici invernali
La Norvegia partecipò ai IV Giochi olimpici invernali, svoltisi a Garmisch-Partenkirchen, Germania, dal 6 al 16 febbraio 1936, con una delegazione di 31 atleti impegnati in sei discipline.

## Medagliere

### Per discipline
| Sport                   | Oro | Argento | Bronzo | Totale |
| ----------------------- | --- | ------- | ------ | ------ |
| Pattinaggio di velocità | 4   | 2       | 0      | 6      |
| Combinata nordica       | 1   | 1       | 1      | 3      |
| Salto con gli sci       | 1   | 0       | 1      | 2      |
| Pattinaggio di figura   | 1   | 0       | 0      | 1      |
| Sci di fondo            | 0   | 2       | 0      | 2      |
| Sci alpino              | 0   | 0       | 1      | 1      |
| Totale                  | 7   | 5       | 3      | 15     |

### Medaglie
| Medaglia | Atleta                                                        | Sport                   | Evento                          |
| -------- | ------------------------------------------------------------- | ----------------------- | ------------------------------- |
| Oro      | Sonja Henie                                                   | Pattinaggio di figura   | Pattinaggio di figura femminile |
| Oro      | Ivar Ballangrud                                               | Pattinaggio di velocità | 500 m maschile                  |
| Oro      | Charles Mathiesen                                             | Pattinaggio di velocità | 1500 m maschile                 |
| Oro      | Ivar Ballangrud                                               | Pattinaggio di velocità | 5000 m maschile                 |
| Oro      | Ivar Ballangrud                                               | Pattinaggio di velocità | 10000 m maschile                |
| Oro      | Oddbjørn Hagen                                                | Combinata nordica       |                                 |
| Oro      | Birger Ruud                                                   | Salto con gli sci       |                                 |
| Argento  | Georg Krog                                                    | Pattinaggio di velocità | 500 m maschile                  |
| Argento  | Ivar Ballangrud                                               | Pattinaggio di velocità | 1500 m maschile                 |
| Argento  | Olaf Hoffsbakken                                              | Combinata nordica       |                                 |
| Argento  | Oddbjørn Hagen                                                | Sci di fondo            | 18 km maschile                  |
| Argento  | Oddbjørn Hagen Olaf Hoffsbakken Sverre Brodahl Bjarne Iversen | Sci di fondo            | Staffetta maschile              |
| Bronzo   | Laila Schou Nilsen                                            | Sci alpino              | Combinata femminile             |
| Bronzo   | Sverre Brodahl                                                | Combinata nordica       |                                 |
| Bronzo   | Reidar Andersen                                               | Salto con gli sci       |                                 |